# Divie Bethune McCartee
Divie Bethune McCartee (ur. w 1820 w Filadelfii, zm. w 1900 w San Francisco) – amerykański lekarz, dyplomata i prezbiteriański misjonarz w Chinach i w Japonii.
Studiował na Uniwersytecie Columbia i medycynę na Uniwersytecie Pensylwanii. Przybył do Ningpo w Chinach w 1844 jako misjonarz protestancki i lekarz. Później był wicekonsulem USA w Yantai i Szanghaju. Następnie od 1862 pracował jako profesor prawa w Japonii na Uniwersytecie Cesarskim (obecnie Uniwersytet Tokijski), kurator ogrodów botanicznych, a później sekretarz tamtejszego chińskiego poselstwa. W 1879 był doradcą prezydenta USA Ulyssesa S. Granta, a od 1885 do 1887 był doradcą poselstwa japońskiego w Waszyngtonie. Następnie ponownie wyjechał jako misjonarz do Japonii. Zmarł w San Francisco.